# Kostel svatého Mikuláše (Horky nad Jizerou)
Kostel svatého Mikuláše v Horkách nad Jizerou je barokní sakrální stavbou postavenou v letech 1723-1725 stavitelem švýcarského původu Mikulášem Rossim z Mladé Boleslavi nákladem F. Maxmiliána Hartmanna z Karlštejna a vybavenou celkem jednotným zařízením datovaným do období výstavby kostela z dílny sochaře M. Brauna, což dokládá dochovaná smlouva. Je chráněn jako kulturní památka České republiky.

## Historie
V rámci Programu záchrany architektonického dědictví bylo v letech 1995-2014 na opravu památky čerpáno 5 495 000 Kč.
| rok    | 2007  | 2008  | 2009  | 2010 | 2011 | 2012 | 2013 |
| ------ | ----- | ----- | ----- | ---- | ---- | ---- | ---- |
| částka | 1 200 | 1 000 | 1 000 | 425  | 630  | 840  | 400  |

## Architektura
Kostel je obdélný, jednotný. Zevně je členěný pilastry. Má hranolovou dvoupatrovou věž s cibulí ve štítu západního průčelí, které je také členěno pilastry. Průčelí má střední velké okno a niky se sochami sv. Vavřince, sv. Šebestiána a sv. Mikuláše z Braunovy dílny. Presbytář je dvouboký, s jižním přístavkem sakristie a oratoří nad ní. Loď má zděnou kruchtu, která je sklenuta dvěma poli hladké křížové klenby na pilastry. Presbytář má valenou klenbu.

## Vybavení
Hlavní oltář je rámový, nesený anděly a vyvršený sousoším Nejsvětější Trojice s cheruby, kteří sedí na retáblu a se sochami sv. Víta a sv. Václava z dílny Braunovy po roce 1725.
Oltářní obraz sv. Mikuláše pochází od J. K. Monse z téhož období. Od J. K. Monse jsou i obrazy na dvou bočních portálových pilastrových oltářích po stranách triumfálního oblouku. Oltář vlevo je s obrazem Kalvárie a má sochy sv. Jana Křtitele a sv. Floriána a puttů v nástavci a reliéfy sv. Jeronýma a Obětování Páně v jeruzalémském chrámě na soklech. Jedná se o práce Braunovy dílny z období kolem roku 1735.
Oltář vpravo s obrazem Nanebevzetí Panny Marie má sochy sv. Františka Serafinského a sv. Jana Nepomuckého, puttů a reliéfy: Útěk do Egypta a sv. Máří Magdalény, které pochází také z Braunovy dílny a byly zhotoveny kolem roku 1735. Vedle tohoto oltáře se na triumfálním oblouku nachází kazatelna z Braunovy dílny z období po roce 1725 se sochami Čtyř evangelistů, reliéfem Křtu Páně a sochou Salvátora na stříšce kazatelny. Při levé straně lodi je oltář sv. Jana Nepomuckého, který je panelový a pochází z období kolem roku 1735. Je opatřen braunovskými sochami sv. Vojtěcha, sv. Ludmily a puttů. Z téže díly jsou ještě socha sv. Jana Nepomuckého na zpovědnici z roku 1729 pod kruchtou. Ohlas Braunova slohu jeví i plastika Kalvárie z období kolem roku 1735, která se nalézá na protější straně lodi. Cínová křtitelnice je renesanční a pochází z roku 1575. Má vlys akrád, ve kterých se nacházejí alegorické postavy. Na stěnách kostela je umístěno devět obrazů: sv. Petra a sv. Pavla, Čtyř církevních otců a výjevů z legendy sv. Jana Křtitele. Jedná se o kvalitní barokní díla z období kolem roku 1740, které jsou v původních ozdobných rámech.

## Okolí kostela

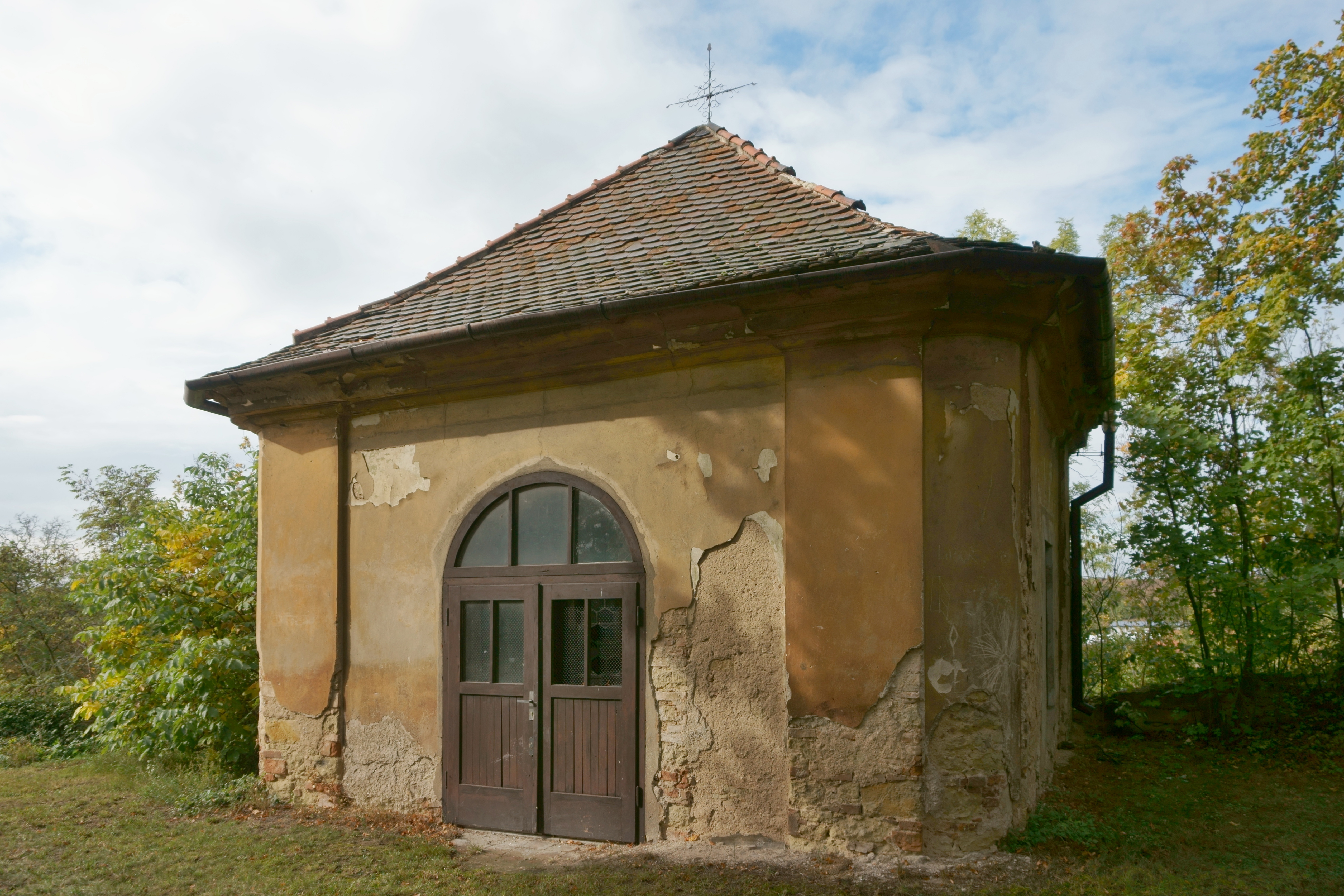
Kostnice u kostela

Za kostelem ve zdi hřbitova je barokní kostnice od Mikuláše Rossiho, z období kolem roku 1730. Je to hladká, čtyřboká stavba, která má v klenbě placku.